# USS Aspro (SS-309)
«Аспро» (англ. USS Aspro (SS-309)) — підводний човен військово-морських сил США типу «Балао», споруджений під час Другої світової війни.
Човен спорудили корабельні Portsmouth Naval Shipyard військово-морських сил США у Кіттері, штат Мен. Після проходження випробувань поблизу Портсмута (Нью-Гемпшир), Ньюпорта (Род-Айленд) та Нью-Лондона (Коннектикут), «Аспро» вирушив на Гаваї та 18 жовтня 1943 прибув до Перл-Гарбора, де увійшов до складу Тихоокеанського флоту.

## Походи
Всього човен здійснив сім бойових походів.

### 1-й похід
Тривав з 24 листопада 1943-го по 1 січня 1944-го та завершився прибуттям на атол Мідвей. Човен атакував два конвої та претендував на знищення трьох і пошкодження чотирьох суден, проте післявоєнне вивчення документів підтвердило лише пошкодження танкера Sarawak Maru під час атаки 17 грудня у Філіппінському морі поблизу південної групи островів Рюкю. Це судно йшло з порту Моджі до Сінгапуру у складі великого конвою під прикриттям ескадреного міноносця «Шіокадзе», який безрезультатно контратакував «Аспро». Що стосується Sarawak Maru, то танкер вдало досягнув Сінгапуру та продовжив виконувати завдання до березня 1945-го, коли підірвався на виставленій літаками міні та був посаджений на мілину поблизу острова Бінтан (Малайя).

### 2-й похід
У середині січня 1944-го «Аспро» перейшов до Перл-Гарбора, звідки 3 лютого вирушив у район північніше островів Трук — головної передової бази японського флоту, звідки провадились операції та здійснювалось постачання гарнізонів в архіпелазі Бісмарка і на Соломонових островах. Цей похід був пов'язаний із проведеною наприкінці другої декади лютого операцією «Хейлстоун», коли авіаносне з'єднання атакувало базу Трук, при цьому підводні човни повинні були діяти проти суден, які спробують полишити цей атол. Втім, єдиною перемогою «Аспро» під час другого походу стало потоплення підводного човна I-43, котре відбулось ще до початку «Хейлстоуну». У підсумку «Аспро» повернувся до Перл-Гарбора 28 березня 1944-го.

### 3-й похід
22 квітня 1944-го човен вирушив до визначеного йому району бойового патрулювання на комунікаціях острова Палау (західні Каролінські острови). 14 травня за дві сотні кілометрів на північний захід від Палау «Аспро» разом з підводним човном «Боуфін» потопив вантажне судно, а на наступний день вже за чотири з половиною сотні кілометрів на північний захід від Палау атакував конвой та потопив друге судно. У підсумку 16 червня «Аспро» прибула до бази американських підводних човнів у Фрімантлі на заході Австралії.

### 4-й похід
Почався 9 липня 1944-го, при цьому 16 липня човен зайшов для бункерування до Дарвіна, після чого попрямував у північну частину Південно-Китайського моря (цей район був неофіційно відомий як «Конвой Коллідж»). Тут «Аспро» здійснив кілька атак на конвої, проте підтвердженою виявилась лише одна перемога над транспортним судном, яке стояло на якорі біля західного узбережжя острова Лусон. 18 серпня 1944-го човен повернувся до Фрімантлу.

### 5-й похід
10 вересня 1944-го «Аспро» знову вирушив до «Конвой Коллідж». Тут у першій декаді жовтня біля західного узбережжя острова Лусон він атакував кілька конвоїв та потопив вантажне і вантажно-пасажирське судна (в другому випадку «Аспро» діяв у складі «вовчої зграї» разом з підводними човнами «Хоу» та «Кабрілла»). Вже 14 жовтня «Аспро» прибув на Сайпан (Маріанські острови), звідки вирушив до Перл-Гарбора, якого досяг 25 жовтня 1944-го.

### 6-й похід
На чергове бойове патрулювання «Аспро» вирушив 21 листопада 1944-го, проте через пошкодження одного з головних генераторів був вимушений повернутись до Перл-Гарбора. У підсумку човен покинув цю базу лише 13 грудня та попрямував до Тайванської протоки, маючи, зокрема, завдання на початку січня 1945-го бути готовим до порятунку пілотів літаків, котрі могли бути збитими під час операції авіаносного з'єднання. «Аспро» дійсно вдалось врятувати чотирьох льотчиків, крім того, 2 січня човен біля південного входу до протоки торпедував десантне штурмове судно (плавучу базу десантних засобів) «Сінсю Мару», яке поверталось до Такао після доставки вантажу на острів Лусон. Наступного дня цей корабель був добитий авіаносною авіацією. 11 лютого 1945-го човен повернувся до Перл-Гарбора, після чого вирушив до Каліфорнії для ремонту на корабельні Hunter's Point Naval Shipyard (Сан-Франциско).

### 7-й похід
25 червня 1945-го «Аспро» вирушив з Перл-Гарбора до району на південь від Японських островів. З 8 липня човен виконував завдання з порятунку пілотів літаків, котрі вилітали на бомбардування Японії з Іводзіми. 20 липня він перейшов у інший район задля виконання такої ж місії під час операції авіаносного з'єднання проти південно-східної частини острова Хонсю. 3 серпня «Аспро» задля порятунку збитого льотчика увійшов до Саґамської затоки і наблизився до берега на 6 миль. Тут човен став ціллю для японських бомбардувальників та занурився, при цьому один з матросів вів вогонь по нападнику та зміг збити японський літак, після чого стрибнув за борт. Через 2 години «Аспро» сплив на поверхню та врятував пілота і свого матроса. 13 серпня 1945-го човен завершив похід на атолі Мідвей.

## Післявоєнна доля
На початку 1946-го «Аспро» вивели в резерв, проте в 1951-му, під час Корейської війни, повернули до бойового складу флоту. Восени 1953-го човен знову вивели в резерв.
Вчергове «Аспро» активували в 1957-му, при цьому в 1959-му човен брав участь у зніманні фільму «Битва за Коралове море».
Остаточно «Аспро» демобілізували на початку осені 1962-го. 16 листопада того ж року він був використаний як мішень та був потоплений біля Сан-Дієго (Каліфорнія) торпедою підводного човна «Помодон».

## Бойовий рахунок
| Дата       | Назва                                    | Тип                     | Тоннаж | Місце            |
| 15.02.1944 | I-43                                     | підводний човен         | 2212   | 12°42'N 149°17'E |
| 14.05.1944 | Бісан Мару (разом з Bowfin)              | вантажне                | 4500   | 9°00'N 133°34'E  |
| 15.05.1944 | Дзьокудзя Мару                           | вантажне                | 6440   | 10°10'N 131°25'E |
| 28.07.1944 | Пекін Мару                               | транспорт               | 2228   | 17°33'N 120°21'E |
| 02.10.1944 | Адзутисан Мару                           | вантажне                | 6228   | 18°25'N 120°32'E |
| 07.10.1944 | Макассар Мару                            | вантажо-пасажирське     | 4026   | 17°54'N 119°57'E |
| 03.12.1945 | Сінсю Мару (разом з авіаносною авіацією) | десантне штурмове судно | 8108   | 21°57'N 119°44'E |